# Узбекистан на літніх Олімпійських іграх 2024
Узбекистан на літніх Олімпійських іграх 2024 представляли дев'яносто спортсменів у шістнадцяти видах спорту.

## Медалісти
| Медаль | Ім'я                    | Вид спорту     | Дисципліна                           | Дата      |
| ------ | ----------------------- | -------------- | ------------------------------------ | --------- |
| 1      | Дійора Келдійорова      | Дзюдо          | до 52 кг (жінки)                     | 28 липня  |
| 1      | Улугбек Рашитов         | Тхеквондо      | до 68 кг (чоловіки)                  | 8 серпня  |
| 1      | Хасанбой Дусматов       | Бокс           | до 52 кг (чоловіки)                  | 8 серпня  |
| 1      | Асадхуджа Муйдінхуджаєв | Бокс           | до 69 кг (чоловіки)                  | 9 серпня  |
| 1      | Лазізбек Муллажонов     | Бокс           | до 91 кг (чоловіки)                  | 9 серпня  |
| 1      | Разамбек Джамалов       | Боротьба       | вільна боротьба, до 74 кг (чоловіки) | 10 серпня |
| 1      | Абдумалік Халоков       | Бокс           | напівлегка вага (чоловіки)           | 10 серпня |
| 1      | Баходір Жалолов         | Бокс           | понад 91 кг (чоловіки)               | 10 серпня |
| 2      | Акбар Джураєв           | Важка атлетика | до 102 кг (чоловіки)                 | 10 серпня |
| 2      | Світлана Осіпова        | Тхеквондо      | понад 67 кг (жінки)                  | 10 серпня |
| 3      | Музаффарбек Туробоєв    | Дзюдо          | до 100 кг (чоловіки)                 | 1 серпня  |
| 3      | Алішер Юсупов           | Дзюдо          | понад 100 кг (чоловіки)              | 2 серпня  |
| 3      | Гуломжон Абдуллаєв      | Боротьба       | вільна боротьба, до 57 кг (чоловіки) | 9 серпня  |

| Медалі за видом спорту | Медалі за видом спорту | Медалі за видом спорту | Медалі за видом спорту | Медалі за видом спорту |
| ---------------------- | ---------------------- | ---------------------- | ---------------------- | ---------------------- |
| Вид спорту             | 1                      | 2                      | 3                      | Загалом                |
| Бокс                   | 5                      | 0                      | 0                      | 5                      |
| Тхеквондо              | 1                      | 1                      | 0                      | 2                      |
| Дзюдо                  | 1                      | 0                      | 2                      | 3                      |
| Боротьба               | 1                      | 0                      | 1                      | 2                      |
| Важка атлетика         | 0                      | 1                      | 0                      | 1                      |
| Загалом                | 8                      | 2                      | 3                      | 13                     |

| Медалі за статтю | Медалі за статтю | Медалі за статтю | Медалі за статтю | Медалі за статтю |
| ---------------- | ---------------- | ---------------- | ---------------- | ---------------- |
| Стать            | 1                | 2                | 3                | Загалом          |
| жінки            | 1                | 1                | 0                | 2                |
| Чоловіки         | 7                | 1                | 3                | 11               |
| змішані          | 0                | 0                | 0                | 0                |
| Загалом          | 8                | 2                | 3                | 13               |

| Медалі за днями | Медалі за днями | Медалі за днями | Медалі за днями | Медалі за днями | Медалі за днями |
| --------------- | --------------- | --------------- | --------------- | --------------- | --------------- |
| Дата            | 1               | 2               | 3               | Загалом         |                 |
| 28 липня        | 1               | 0               | 0               | 1               |                 |
| 29 липня        | 0               | 0               | 0               | 0               |                 |
| 30 липня        | 0               | 0               | 0               | 0               |                 |
| 31 липня        | 0               | 0               | 0               | 0               |                 |
| 01 серпня       | 0               | 0               | 1               | 1               |                 |
| 02 серпня       | 0               | 0               | 1               | 1               |                 |
| 03 серпня       | 0               | 0               | 0               | 0               |                 |
| 04 серпня       | 0               | 0               | 0               | 0               |                 |
| 05 серпня       | 0               | 0               | 0               | 0               |                 |
| 06 серпня       | 0               | 0               | 0               | 0               |                 |
| 07 серпня       | 0               | 0               | 0               | 0               |                 |
| 08 серпня       | 2               | 0               | 0               | 2               |                 |
| 09 серпня       | 2               | 0               | 1               | 3               |                 |
| 10 серпня       | 3               | 2               | 0               | 5               |                 |
| Загалом         | 8               | 2               | 3               | 13              |                 |

## Спортсмени
| Вид спорту                      | Чоловіки | Жінки | Загалом спортсменів |
| ------------------------------- | -------- | ----- | ------------------- |
| Стрільба з лука                 | 1        | 1     | 2                   |
| Легка атлетика                  | 2        | 3     | 5                   |
| Бокс                            | 7        | 4     | 11                  |
| Веслування на байдарках і каное | 1        | 2     | 3                   |
| Велоспорт                       | 1        | 2     | 3                   |
| Стрибки у воду                  | 1        | 0     | 1                   |
| Фехтування                      | 0        | 1     | 1                   |
| Футбол                          | 18       | 0     | 18                  |
| Гімнастика                      | 3        | 6     | 9                   |
| Дзюдо                           | 7        | 5     | 12                  |
| Сучасне п'ятиборство            | 0        | 1     | 1                   |
| Академічне веслування           | 2        | 1     | 3                   |
| Плавання                        | 1        | 1     | 2                   |
| Тхеквондо                       | 3        | 2     | 5                   |
| Важка атлетика                  | 1        | 2     | 3                   |
| Боротьба                        | 6        | 1     | 7                   |
| Загалом                         | 54       | 32    | 86                  |